# 藤原康弘
藤原 康弘（ふじわら やすひろ、1960年 - ）は、日本の内科医。内閣官房医療イノベーション推進室次長や、国立がん研究センター中央病院副院長を経て、医薬品医療機器総合機構理事長。

## 人物・経歴
アメリカ合衆国イリノイ州生まれ。1984年広島大学医学部医学科卒業、呉共済病院内科研修医。1986年国立がんセンター病院内科レジデント。1989年国立がん研究センター 研究所薬効試験部研究員。1991年広島大学医学博士。1992年広島大学病院助手。1997年国立医薬品食品衛生研究所医薬品医療機器審査センター審査第一部主任審査官。2000年国立医薬品食品衛生研究所医薬品医療機器審査センター審査第二部審査管理官。2002年国立がんセンター中央病院医長。2003年国立がんセンター中央病院第一領域外来部通院治療センター医長。2007年国立がんセンター中央病院臨床検査部長。2008年国立がんセンター中央病院臨床試験・治療開発部長。2010年国立がん研究センター中央病院副院長（研究担当）兼乳腺科・腫瘍内科科長。2011年内閣官房医療イノベーション推進室次長。2012年国立がん研究センター執行役員企画戦略局長。2016年医薬品医療機器総合機構理事長特別補佐。2019年医薬品医療機器総合機構理事長。2020年第25期日本学術会議会員。